# Plesiops corallicola
Plesiops corallicola es una especie de peces de la familia Plesiopidae en el orden de los Perciformes.

## Morfología
• Los machos pueden llegar alcanzar los 16 cm de longitud total.

## Distribución geográfica
Se encuentra desde Madagascar hasta las Islas de la Línea, el sur del Japón, el sur de la Gran Barrera de Coral y Tonga.